# Hadena nigricata
Hadena nigricata là một loài bướm đêm trong họ Noctuidae.